# Gustave André
Pour les articles homonymes, voir André.
Gustave André, né le 21 novembre 1908 à Chabeuil et mort exécuté par les Allemands à la mitraillette le 29 août 1944 à Limonest, est un résistant français, Compagnon de la Libération.

## Biographie
Il était instituteur à Chabrillan. Il fut membre du BCRA et avant d'être l'adjoint de Tibor Revesz-Long, inspecteur national des transmissions pendant la Seconde Guerre mondiale. Il est tué peu de temps avant la libération de Lyon le 3 septembre 1944.
Il est inhumé à la nécropole nationale de la Doua. En septembre 2015, une cérémonie en son honneur a eu lieu à Chabrillan.

## Décorations et Distinctions
- Chevalier de la Légion d'honneur en 1958[5]
- Compagnon de la Libération en 1945[6].
- Croix de guerre 1939–1945, palme de bronze